# Catostomidae
Catostomidae, também chamados de sugadores, é uma família da  ordem Cypriniformes.
Todas as 80 espécies dessa família são de água doce. São encontrados no norte da América, leste central da China, e Sibéria oriental.  A boca esta localizada bem embaixo da cabeça. Muitas espécies podem chegar até 60 cm de comprimento, entretanto o maior espécime documentado mediu 1 m.

## Taxonomia
Subfamília Catostominae
- Gênero Castostomus
  - Catostomus ardens (Jordan & Gilbert, 1881)
  - Catostomus bernardini (Girard, 1856)
  - Catostomus cahita (Siebert & Minckley, 1986)
  - Catostomus catostomus catostomus (Forster, 1773)
  - Catostomus catostomus lacustris (Bajkov, 1927)
  - Catostomus clarkii (Baird & Girard, 1854)
  - Catostomus columbianus (Eigenmann & Eigenmann, 1893)
  - Catostomus commersonii (Lacépède, 1803)
  - Catostomus conchos (Meek, 1902)
  - Catostomus discobolus discobolus (Cope, 1871)
  - Catostomus discobolus yarrowi (Cope, 1874)
  - Catostomus fumeiventris (Miller, 1973)
  - Catostomus insignis (Baird & Girard, 1854)
  - Catostomus latipinnis (Baird & Girard, 1853)
  - Catostomus leopoldi (Siebert & Minckley, 1986)
  - Catostomus macrocheilus (Girard, 1856)
  - Catostomus microps (Rutter, 1908)
  - Catostomus nebuliferus (Garman, 1881)
  - Catostomus occidentalis lacusanserinus (Fowler, 1913)
  - Catostomus occidentalis occidentalis Ayres, 1854
  - Catostomus platyrhynchus (Cope, 1874)
  - Catostomus plebeius Baird & Girard, 1854
  - Catostomus rimiculus Gilbert & Snyder, 1898
  - Catostomus santaanae (Snyder, 1908)
  - Catostomus snyderi Gilbert, 1898
  - Catostomus tahoensis Gill & Jordan, 1878
  - Catostomus warnerensis Snyder, 1908
  - Catostomus wigginsi Herre & Brock, 1936

- Gênero Chasmistes
  - Chasmistes brevirostris Cope, 1879
  - Chasmistes cujus Cope, 1883
  - Chasmistes fecundus (Cope & Yarrow, 1875)
  - Chasmistes liorus liorus Jordan, 1878
  - Chasmistes liorus mictus Miller & Smith, 1981
  - Chasmistes muriei Miller & Smith, 1981

- Gênero Deltistes
  - Deltistes luxatus (Cope, 1879)

- Gênero Xyrauchen
  - Xyrauchen texanus (Abbott, 1860)

Tribo Erimyzoninae
- Gênero Erimyzon
  - Erimyzon oblongus (Mitchill, 1814)
  - Erimyzon sucetta (Lacépède, 1803)
  - Erimyzon tenuis (Agassiz, 1855)

- Gênero Minytrema
  - Minytrema melanops (Rafinesque, 1820)

Tribo Thoburniinae
- Gênero Hypentelium
  - Hypentelium etowanum (Jordan, 1877)
  - Hypentelium nigricans (Lesueur, 1817)
  - Hypentelium roanokense Raney & Lachner, 1947

- Gênero Thoburnia
  - Thoburnia atripinnis (Bailey, 1959)
  - Thoburnia hamiltoni (Raney & Lachner, 1946)
  - Thoburnia rhothoeca (Thoburn, 1896)

Tribo Moxostomatini
- Gênero Moxostoma
  - Moxostoma albidum (Girard, 1856)
  - Moxostoma anisurum (Rafinesque, 1820)
  - Moxostoma ariommum Robins & Raney, 1956
  - Moxostoma austrinum Bean, 1880
  - Moxostoma breviceps (Cope, 1870)
  - Moxostoma carinatum (Cope, 1870)
  - Moxostoma cervinum (Cope, 1868)
  - Moxostoma collapsum (Cope, 1870)
  - Moxostoma congestum (Baird & Girard, 1854)
  - Moxostoma duquesni (Lesueur, 1817)
  - Moxostoma erythrurum (Rafinesque, 1818)
  - Moxostoma hubbsi Legendre, 1952
  - Moxostoma lacerum (Jordan & Brayton, 1877)
  - Moxostoma lachneri Robins & Raney, 1956
  - Moxostoma macrolepidotum (Lesueur, 1817)
  - Moxostoma mascotae Regan, 1907
  - Moxostoma pappillosum (Cope, 1870)
  - Moxostoma pisolabrum Trautman & Martin, 1951
  - Moxostoma poecilurum (Jordan, 1877)
  - Moxostoma robustum (Cope, 1870) 

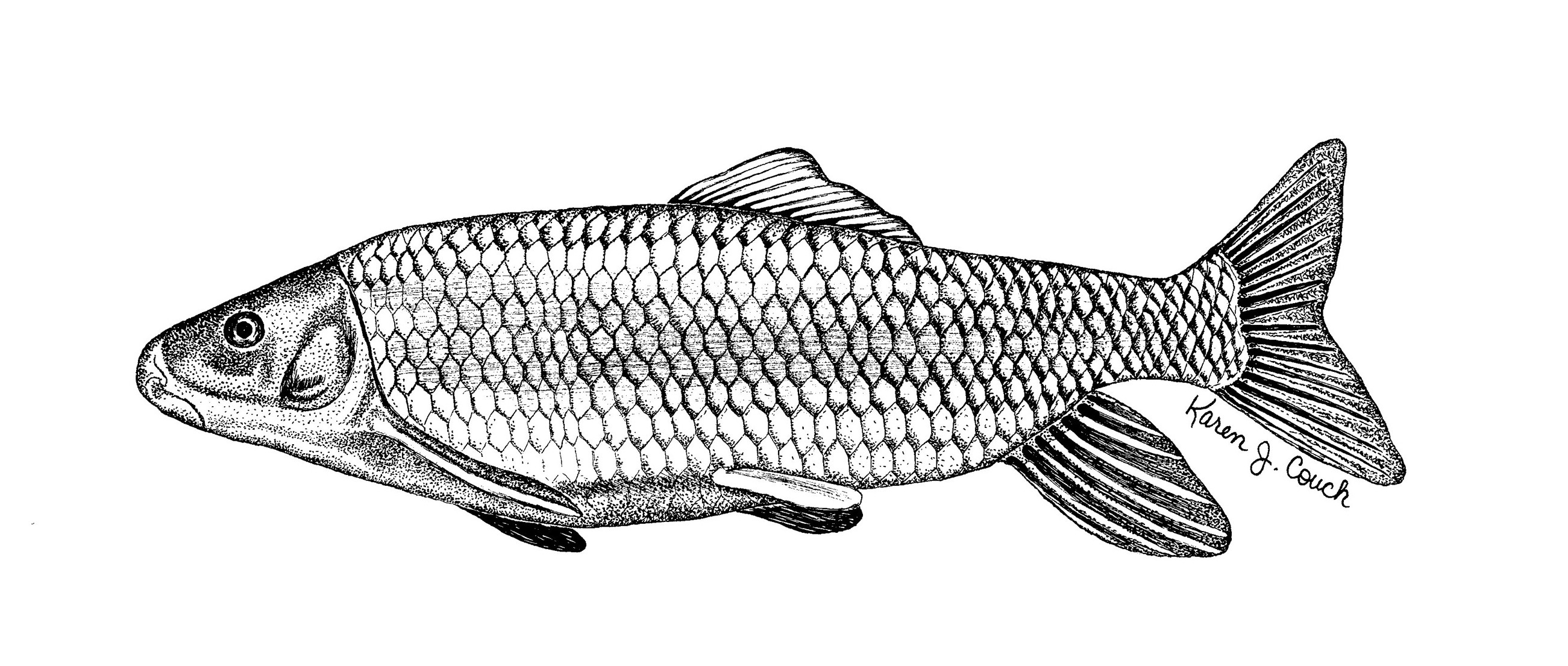
Smallfin redhorse, Moxostoma robustum

  - Moxostoma rupiscartes Jordan & Jenkins, 1889
  - Moxostoma valenciennesi Jordan, 1885

Subfamília Cycleptinae
- Gênero Cycleptus
  - Cycleptus elongatus (Lesueur, 1817)
  - Cycleptus meridionalis Burr & Mayden, 1999

Subfamília Ictiobinae
- Gênero †Amyzon
  - †Amyzon aggregatum (Wilson, 1977)
  - †Amyzon brevipinne (Cope, 1894)
  - †Amyzon commune (Cope, 1874)
  - †Amyzon mentale (Cope, 1872)

- Gênero Carpiodes
  - Carpiodes carpio (Rafinesque, 1820)
  - Carpiodes cyprinus (Lesueur, 1817)
  - Carpiodes dialuzona Van Hasselt, 1823
  - Carpiodes velifer (Rafinesque, 1820)

- Gênero Ictiobus
  - Ictiobus bubalus (Rafinesque, 1818)
  - Ictiobus cyprinellus (Valenciennes, 1844)
  - Ictiobus labiosus (Meek, 1904)
  - Ictiobus meridionalis (Burr & Mayden, 1999)
  - Ictiobus Niger (Rafinesque, 1819)

Subfamília Myxocyprininae
- Gênero Myxocyprinus
  - Myxocyprinus asiaticus (Bleeker, 1865)